# Wasilij Diemidow
Wasilij Filippowicz Diemidow, ros. Василий Филиппович Демидов (ur. 24 grudnia 1896 r. we wsi Astapowo guberni riazańskiej, zm. w 1946 r. w ZSRR) – radziecki wojskowy (podpułkownik), szef 2 wydziału oddziału formowania sztabu Sił Zbrojnych Komitetu Wyzwolenia Narodów Rosji pod koniec II wojny światowej.
W 1914 r. ukończył szkołę średnią w Daniłowie, zaś w 1916 r. moskiewską szkołę praporszczików. Brał udział w I wojnie światowej. Doszedł do stopnia porucznika w szeregach 128 Starooskolskiego Pułku Piechoty. Na pocz. października 1918 r. został zmobilizowany do wojsk bolszewickich. Walczył z powstańczymi oddziałami ukraińskimi. Dowodził plutonem 3 batalionu zapasowego Moskiewskiego Okręgu Wojskowego. Od lutego 1919 r. był zastępcą adiutanta 1 zapasowego pułku strzeleckiego 14 Armii. W sierpniu tego roku został adiutantem pułku. W maju 1920 r. został adiutantem w 57 Pułku Strzeleckim. Od czerwca 1921 r. był wykładowcą w batalionie robotniczym Moskiewskiej Dywizji Robotniczej. W lutym tego roku objął funkcję adiutanta Samodzielnego Batalionu Karnego Moskiewskiego Okręgu Wojskowego. Od kwietnia dowodził kompanią 11 Pułku Kolejowego, zaś od października 1923 r. kompanią 42 Pułku Strzeleckiego. W marcu 1924 r. został zdemobilizowany z Armii Czerwonej. Po ukończeniu kurs buchalterskiego został buchalterem w Moskiewskim Obłastnym Związku "Mosoblsziwstriemsojuz". W 1938 r. awansowano go do stopnia kapitana rezerwy. Na pocz. września 1939 r. został zmobilizowany do Armii Czerwonej. Objął funkcję szefa sztabu batalionu 279 Pułku Strzeleckiego. Uczestniczył w agresji na Polskę. Od grudnia tego roku był zastępcą szefa sztabu pułku. W lutym 1940 r. objął funkcję zastępcy szefa sztabu 14 Pułku Strzeleckiego. We wrześniu tego roku został zdemobilizowany, ale już w lipcu 1941 r. ponownie trafił w szeregi Armii Czerwonej. Został zastępcą szefa 1 wydziału oddziału skompletowania sztabu Frontu Południowego. Awansował na majora. Od pocz. 1942 r. był starszym zastępcą szefa 1 wydziału oddziału skompletowania sztabu Czarnomorskiej Grupy Wojskowej. W poł. marca tego roku został podpułkownikiem. Na pocz. października ciężko ranny dostał się do niewoli niemieckiej. Przebywał w różnych obozach jenieckich. Pod koniec 1944 r. wstąpił do Sił Zbrojnych Komitetu Wyzwolenia Narodów Rosji. Otrzymał stopień kapitana. Na pocz. 1945 r. został szefem 2 wydziału oddziału formowania sztabu Sił Zbrojnych KONR. 9 maja tego roku wraz ze sztabem i częścią oddziałów "własowskich" poddał się Amerykanom. W poł. 1945 r. został repatriowany do ZSRR. Po procesie w 1946 r. skazano go na karę śmierci przez rozstrzelanie.